# Semiscolecidae
Semiscolecidae — родина п'явок ряду Безхоботні п'явки (Arhynchobdellida). Складається з 2 родів.

## Опис
Загальна довжина представників цієї родини коливається від 2 до 5 см. Зовні схожі на представників родини Глоткові п'явки. Тулуб складається з 15—17 сегментів. Мають 5 пар очей, що розташовані дугою. Присутні верхні щелепи, або зовсім відсутні, існують види без зубів або з рудиментарними, чи 3 зубами. Статеві пори розташовано між 2,5 до 7 кільцями. Самиці мають невеликі круглі яєчники, короткі парні фаллопієві труби, довгу загальну фаллопієву трубу і трубчасту або веретеноподібну піхву. Чоловічі статеві органи складаються з довгого атріума, який поширюється на 15 сегмент, великий придаток яєчка.
Забарвлення зазвичай від коричневого до чорного кольору.

## Спосіб життя
Здатні перебувати як у воді, так й на суходолі. Живляться дрібними безхребетними, яких ковтають цілком. Найулюбленіша здобич — дощові хробаки.
Є гермафродитами.

## Розповсюдження
Поширені в Південній і Центральній Америці.

## Роди і види
- Semiscolex
  - Semiscolex juvenilis Kinberg, 1866
  - Semiscolex intermedius Ringuelet, 1942
  - Semiscolex similis (Weyenbergh, 1879)
- Patagoniobdella
  - Patagoniobdella variabilis (R. Blanchard, 1900)
  - Patagoniobdella fraterna Ringuelet, 1976
  - Patagoniobdella ademonia Ringuelet, 1976